# SHERPA/JULIET
SHERPA/JULIET est un service développé par l'organisation  SHERPA sous la tutelle de l'université de Nottingham (au même titre que SHERPA/RoMEO) qui recense les agences internationales de financement et leurs politiques en matière d'ouverture et d'archivage des publications et des jeux de données".
Il est désormais géré par le JISC (Joint Information Systems Committee), un organisme à but non lucratif créé en 1993 à Bristol.

## Description
Ce service a pour vocation d'aider les personnes à mieux comprendre les exigences des agences de financement de recherche afin de les respecter. SHERPA/JULIET peut aussi être utilisé pour assister au dépôt des articles dans une archive ouverte institutionnelle. Le site permet de lister des agences de financement selon son type : institut de recherche ou fondation privée ou d'effectuer une recherche par pays. Il précise les obligations de mise à disposition des publications en libre accès et les obligations  pour l’archivage des données. Enfin, il offre une vue globale de l'engagement du monde de la recherche en faveur du libre accès.
SHERPA/JULIET fait partie des services qui ont permis à l’organisation SHERPA de recevoir le prix de SPARC Europe pour des réalisations dans le domaine de la communication scientifique en 2007. Dans leurs statistiques, le service recense 144 politiques d'agences de financement.